# Synandra hispidula
Synandra hispidula là một loài thực vật có hoa trong họ Hoa môi. Loài này được (Michx.) Baill. miêu tả khoa học đầu tiên năm 1892.